# Борго (Кунео)
Борго (итал. Borgo) је насеље у Италији у округу Кунео, региону Пијемонт.
Према процени из 2011. у насељу је живело 1845 становника. Насеље се налази на надморској висини од 189 м.